# Stationen der Erinnerung in Wien-Floridsdorf
Die Liste der Erinnerungssteine in Wien-Floridsdorf enthält die Erinnerungssteine im 21. Wiener Gemeindebezirk, Floridsdorf, die an das Schicksal der Menschen erinnern, die im Nationalsozialismus ermordet, deportiert, vertrieben oder in den Suizid getrieben wurden. Die Verlegung erfolgt durch den Verein Steine der Erinnerung mit Sitz in der Leopoldstadt.
Das Konzept der Wiener Erinnerungs- und Gedenksteine beruht auf dem der Stolpersteine von Gunter Demnig und wird von diesem als Plagiat bezeichnet. Die Floridsdorfer Erinnerungssteine unterscheiden sich von Demnigs Stolpersteinen (a) durch ihre Größe, (b) dadurch, dass sie mehrere Personen auf einem Erinnerungsstein würdigen, (c) dass sie maschinell gefertigt wurden und nicht von Hand. Die Tabelle ist teilweise sortierbar; die Grundsortierung erfolgt alphabetisch nach dem Familiennamen.
| Bild            | Name | Standort                             |  | Verlegedatum | Leben |
| --------------- | --- | ------------------------------------ |  | ------------ | --- |
|                 | Hermine Blum | Hossplatz / Joseph-Samuel-Bloch-Park |  | 17. Mai 2014 | Hermine Blum (geb. am 15. Mai 1855) wohnte in der Tröllergasse in Floridsdorf. Sie wurde am 10. Juli 1942 – im Alter von 87 Jahren – ins Ghetto Theresienstadt deportiert, wo sie drei Wochen später, am 2. August 1942, verstarb. |
| Hermann Szamuel | Hermann Szamuel (geb. am 28. Dezember 1904) wohnte in der Kugelfanggasse in Floridsdorf. Er wurde am 15. November 1943 ins KZ Dachau deportiert, wurde 1939 ins KZ Buchenwald überstellt, kam 1940 zurück nach Dachau, war dann wieder in Buchenwald. Am 17. Oktober 1942 wurde er ins KZ Auschwitz deportiert, wo er ermordet wurde. | Hossplatz / Joseph-Samuel-Bloch-Park |  | 17. Mai 2014 | |
| Ernst Weihs     | Ernst Weihs (geb. am 25. Mai 1926) wohnte in der Carrogasse in Floridsdorf. Er wurde am 2. Dezember 1942 nach Auschwitz deportiert und dort am 17. Februar 1944 ermordet. Er war sechzehneinhalb Jahre alt. | Hossplatz / Joseph-Samuel-Bloch-Park |  | 17. Mai 2014 | |
|                 | Zum Gedenken an 202 jüdische Opfer | Hossplatz / Joseph-Samuel-Bloch-Park |  | 17. Mai 2014 | |